# La belle verte
Planeta Libre (La belle verte, La bella verde, título original en francés) es una película de 1996 dirigida por Coline Serreau. La película trata de un planeta similar a la tierra, pero más pequeño en el que viven personas capaces entre otras cosas de comunicarse por telepatía y de transportarse en el espacio. En una reunión deciden que es hora de que alguno de ellos visite la tierra, y a pesar de que nadie estaba dispuesto a ir, una mujer, Mila, se propone como voluntaria.
Toma tierra en París, en los últimos años de los noventa, Mila (Coline Serreau) se encuentra desorientada, los indicios que las personas le han dado antes de salir, incluyendo el vestido de estilo imperial, dan lugar a una serie de sucesos cómicos en su acercamiento con los habitantes de París. Sin agua ni comida - ya que las de la ciudad están contaminadas y son insalubres - se ve obligada a llegar a un hospital para «recargar energías» estando en contacto físico con los bebés. Una vez en el hospital Cochin de París, conoce a Max (Vincent Lindon), un jefe de médicos, a quien Mila «desconecta» y establece con él un vínculo que durará todo lo largo de la historia.
Un montón de aventuras, tras reconocer a algunos seres originarios de Planeta Libre muertos en la Tierra (Jesucristo y Johann Sebastian Bach), Mila resuelve la vida matrimonial de Max y la búsqueda de sus dos hijos que siguiéndola desde Planeta Libre tratan de llegar también a París, y terminan por error en el desierto australiano, en contacto con los aborígenes, a los que atribuyen más desarrollo intelectual en contraposición a lo que Mila les contaba sobre los habitantes europeos. Luego, sus hijos contarán la historia de su civilización a Max, su familia y a sus dos chicas, y tras todo esto, la familia del Hermoso Verde decide volver a casa, llevando con ellos a las dos chicas de la tierra (una de ellas es la famosa actriz francesa Marion Cotillard, en el comienzo de su carrera).
- Datos: Q2586610